# 미디어를 통한 선전

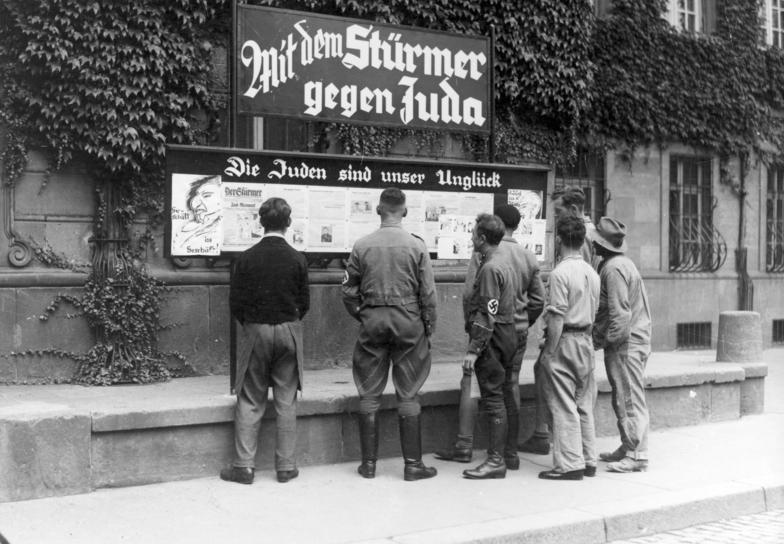
반유대주의 신문 Der Stürmer 공개 낭독, 웜스, 나치 독일, 1935년

선전은 미디어에서 개인적, 정치적, 비즈니스적 의제와 같은 의제를 발전시키기 위해 청중의 감정적 또는 의무적인 반응을 불러일으키기 위해 자주 사용되는 설득의 한 형태이다. 여기에는 행동을 변화시키고 사람들의 행동을 자극하기 위한 현실, 견해, 철학을 의도적으로 공유하는 것이 포함된다.
미디어와 선전 사이의 밀접한 연관성을 설명하기 위해 리처드 앨런 넬슨은 대중 매체를 통한 일방적인 정보의 통제된 전달을 통해 선전을 의도를 가진 설득의 한 형태로 관찰했다. 대중 매체와 선전은 떼려야 뗄 수 없는 관계이다.
대중 매체는 정보와 메시지를 대중에게 전파하고 전달하는 시스템으로서, 개인을 사회 구조 속에 위치시키는 규칙과 가치를 가지고 재미있고 즐겁게 하며 이를 알리는 역할을 한다. 그 결과 선전은 사회의 다양한 계층 간에 갈등을 일으킨다. 오늘날 미디어가 사회를 뒤덮은 상황에서 대중 매체는 선전 행위를 수행하고 의제를 추진하기 위한 주요 플랫폼이자 결과물이다.
오늘날 라디오, 텔레비전, 영화 포스터 등 다양한 양의 현대 미디어를 통해 음악 스마트폰을 배포하는 등 의도된 청중에게 선전을 제공할 수 있다.

## 기원
구술 편향 사회에서는 구술 형태의 선전이 존재할 수 있다.
"선전"은 현대 정치적 맥락에서 부정적인 의미를 가지고 있다. 그럼에도 불구하고 이 단어는 종교적 기원을 가진 언어로 들어갔다. 교황 그레고리오 15세는 신앙을 전파하고 일련의 교회 문제를 해결하기 위한 기관인 인류복음화성을 설립했다. 또한 교황 우르반 8세 치하에 선교를 위한 사제 양성을 위한 선전 대학이 설립되었다.

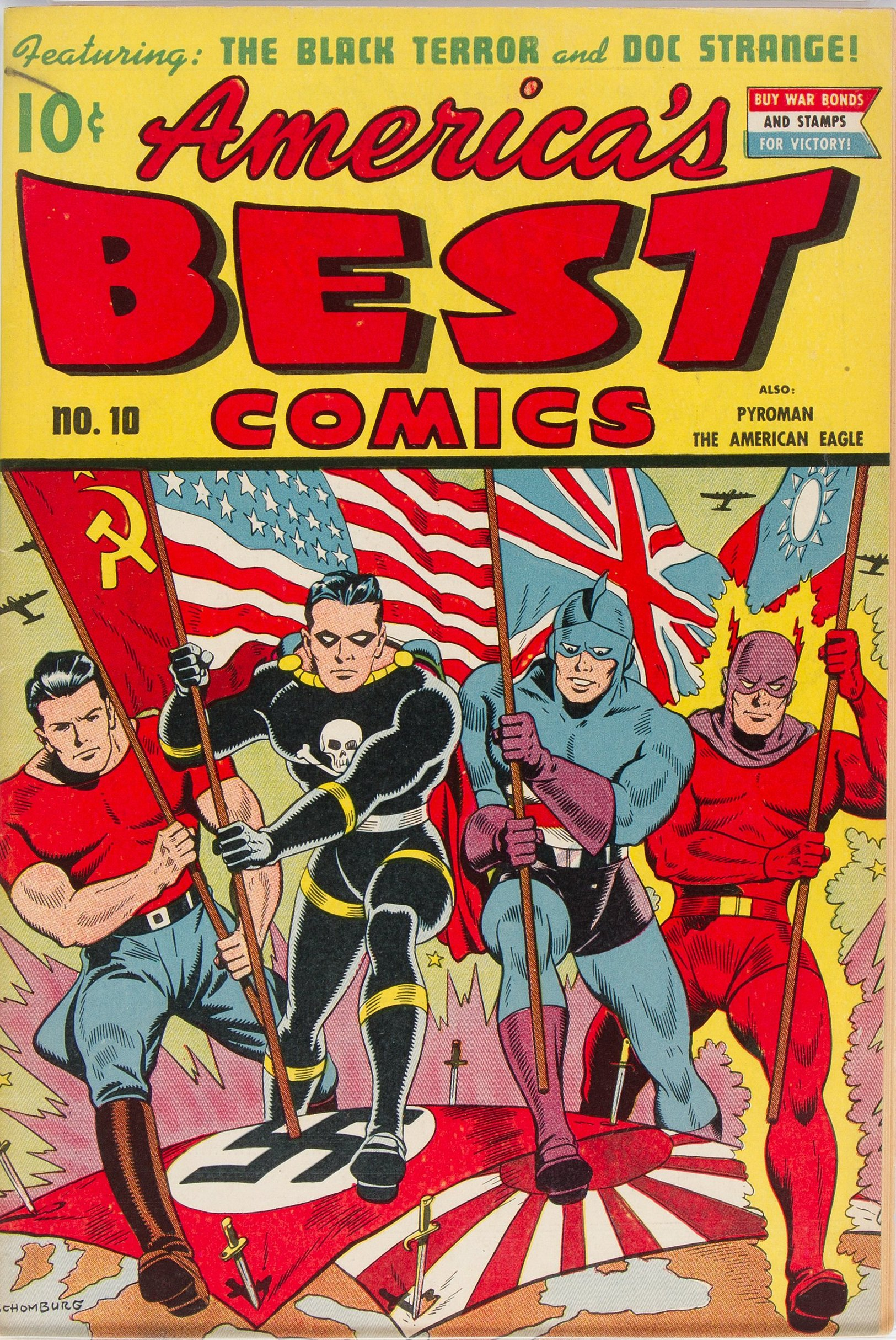
미국 최고의 만화 7권, 1944년 7월. 전쟁이 본격화되면서 애국심을 주제로 한 만화책이 중요한 선전의 자원이 되었다.

역사적으로 선전은 미국 독립, 프랑스 혁명, 특히 전쟁 기간 동안과 같은 모멘텀 사회 운동에서 항상 분명하게 드러났다. 전시 선전은 국제적 차원에서 더 많은 동맹국을 확보하기 위한 여론 형성과 시민들이 국내 차원에서 전쟁에 기여하고 희생할 것을 촉구하기 위해 자주 요구된다. 13개 식민지가 영국에서 분리 독립하려고 할 때 선전은 언론에서 사용되었다. 이 시기의 한 예로 보스턴 학살을 들 수 있다. 이 사건 이후 식민지 주민들은 더 많은 사람들이 영국에 반기를 들도록 하기 위해 신문에 선전 형태를 게재하기 시작했다.
1차 세계대전 당시 정부는 국제적으로 의견과 행동을 형성하도록 설계된 자료를 제작하는 데 막대한 자원과 막대한 노력을 기울였다. 클라크의 주장대로, 전시용 포스터는 일부 시각적 코드가 있는 포스터로 전쟁으로 인한 새로운 조건과 규범에 적응하고 전쟁의 필요를 수용할 수 있는 강력한 도구이다. 2차 세계대전 당시 나치 독일의 공포 속에서 선전의 힘은 극에 달했다. 그 이후로 이 단어는 중립적인 의미보다는 부정적인 의미를 더 많이 담고 있다.

## 소셜 미디어
소셜 미디어 플랫폼의 광범위한 사용으로 인해 이들은 선전을 위한 강력한 도구가 되었다. 선전은 수십 개의 정부에 의해 소셜 미디어에서 홍보되고 있다. 이코노미스트는 2020년에 81개국이 "조직적인 허위 정보 캠페인"을 벌였으며, 이는 2017년의 27개국에서 증가한 수치라고 보도했다.
소셜 미디어가 선전을 공유하는 데 효과적인 또 다른 요소는 적은 노력으로도 많은 사람에게 전달할 수 있고 사용자가 보고 싶은 콘텐츠를 유지하면서 원하지 않는 콘텐츠를 필터링하여 제거할 수 있다는 점이다. 이러한 사용 편의성은 일반인뿐만 아니라 정부 기관과 정치인도 사용할 수 있으며, 이들은 플랫폼을 활용하여 자신의 대의를 위해 "정크" 뉴스를 퍼뜨릴 수 있다.

### 페이스북

#### 시리아
2013년과 2014년에 시리아 대통령 바샤르 알 아사드와 시리아 혁명 및 반대 세력 국가 연합의 페이스북 페이지는 2011년 시리아 봉기 이후 분쟁 동안 정치와 관련된 의제를 홍보하기 위해 이미지를 사용한다. 그들의 정부는 시각적 프레임을 사용하여 아사드 대통령이 "국민을 보호하고 시리아를 통해 일상적으로 삶이 계속되고 있다"는 이미지를 지지하고 아사드 정권으로 인한 민간인의 폭력과 고통에 대한 이미지를 강화하는 데 도움을 준다.

#### 우간다
이코노미스트는 2021년 우간다 총선 직전에 페이스북이 현직 대통령인 요웨리 무세베니에 대한 지지를 높이기 위해 "조직적인 비진성 행동"을 하는 정부 연계 계정 네트워크를 삭제했다고 보도했다.

#### 미국
2011년, 가디언은 미국 중부사령부(Centcom)가 HBGary와 협력하여 미국 정부가 "가짜 온라인 페르소나를 사용하여 인터넷 대화에 영향을 미치고 친미 선전을 퍼뜨리는" 소셜 미디어 사이트를 비밀리에 조작할 수 있는 소프트웨어를 개발하고 있다고 보도했다. 중부사령부 대변인은 "개입"이 미국 기반 웹사이트, 영어 또는 기타 언어를 대상으로 한 것이 아니며, 선전 캠페인이 페이스북이나 트위터를 대상으로 한 것도 아니라고 말했다.
2013년, 소위 "반선전법"으로 알려진 스미스-문트 법이 개정되었다. 이 개정은 스미스-문트 법이 "미국에 관한 정보와 자료"를 주로 외국 관객을 대상으로 배포하는 것을 금지하는 내용을 폐지했다. 반선전법 폐지를 지지하는 일부 사람들은 "투명성"이라는 명목으로 이를 시행했으며, 이는 The Atlantic이 "놀라울 정도로 창의적인 전환"이라고 불렀다. 마이클 헤이스팅스는 스미스-문트 현대화법이 "미국 관객들의 펜타곤 선전의 문을 열 것"이라고 제안했으며, 국방부 관계자는 "국방부 고위 공보관들이 이라크와 아프가니스탄 전쟁과 같은 인기 없는 정책을 추진하기 위한 정보 활동을 방해하기 때문에 스미스-문트 및 기타 제한을 '제거'하고 싶어 한다"고 말한 것으로 전해졌다.
2018년 10월, 데일리 텔레그래프는 페이스북이 "수백 개의 페이지와 계정이 러시아와 연관된 것이 아니라 미국에서 온 것임에도 불구하고 당파적 정치 콘텐츠로 사이트를 사기적으로 범람시키고 있다"고 보도했다.
2022년, 스탠포드 인터넷 관측소와 그래피카는 친서방적 서사를 조장하기 위해 기만적인 전술을 사용한 페이스북, 인스타그램 및 기타 소셜 미디어 플랫폼의 금지된 계정 데이터셋을 연구했다. 메타 데이터셋에는 39개의 페이스북 프로필, 16페이지, 2개의 그룹, 26개의 인스타그램 계정이 포함되어 있었다. 메타는 "미군과 관련된 개인"이 선전 캠페인과 관련이 있다고 주장했다. 이러한 계정 중 일부는 필리핀에서 중국산 백신을 접종하지 못하도록 사람들을 설득하여 중국에 대항하기 위해 온라인에 허위 정보를 퍼뜨리는 데 사용되었다. 국방부의 회고적 검토 결과, 허용 가능한 군사 목표에서 "많이 벗어난" 다른 사회적 및 정치적 메시지도 발견되었다.

### 트위터

#### 러시아
2016년 대선 기간 동안 러시아 관련 계정에서 "악의적인 활동"으로 간주되는 20만 개의 트윗이 트위터에 유출되었다. 이 계정들은 민주당이 주술을 연습하고, Black Lives Matter 활동가로 위장하고 있다고 주장하며 수십만 개의 트윗을 밀어냈다. 수사관들은 크렘린궁과 연계된 선전의 일환으로 이 계정을 추적할 수 있었다. 이는 2013년에 설립되었으며 인터넷 리서치 에이전시(IRA)으로 알려져 있다.

#### 사우디 아라비아
뉴욕 타임즈는 2018년 10월 말 사우디아라비아가 온라인 트위터 트롤을 사용했다고 보도했다.

#### 미국
2011년, 가디언은 미국 중부사령부(Centcom)가  [[HBGary|HBGary]]와 협력하여 미국 정부가 "가짜 온라인 페르소나를 사용하여 인터넷 대화에 영향을 미치고 친미 선전을 퍼뜨리는" 소셜 미디어 사이트를 비밀리에 조작할 수 있는 소프트웨어를 개발하고 있다고 보도했다. 중부사령부 대변인은 "개입"이 미국 기반 웹사이트, 영어 또는 기타 언어를 대상으로 한 것이 아니며, 선전 캠페인이 페이스북이나 트위터를 대상으로 한 것도 아니라고 말했다.
2022년, 스탠포드 인터넷 관측소와 그래피카는 트위터, 페이스북, 인스타그램 및 기타 5개 소셜 미디어 플랫폼에서 친서방적 서사를 촉진하기 위해 기만적인 전술을 사용한 금지된 계정을 연구했다. 스탠포드가 분석한 데이터셋에는 146개 계정에서 299,566개의 트윗이 포함되어 있었다. 바이스 뉴스는 "미국의 성향 있는 소셜 미디어 영향력 캠페인은 궁극적으로 적대적인 국가들이 운영하는 캠페인과 매우 유사하다"고 언급했으며, NBC 뉴스는 "이 캠페인들은 미국과 그 동맹국들을 폄하하기 위해 유사한 정보 작업에서 연구자들이 자주 볼 수 있는 동일한 전술을 많이 사용했고, 여러 플랫폼에 걸쳐 계정을 가진 인위적으로 생성된 프로필을 가진 가짜 페르소나를 만드는 것과 인터넷의 다른 곳에서 기사를 자주 표절하는 가짜 뉴스 사이트를 만드는 것이 포함된다"고 언급했다.
인터셉트는 2022년 12월 미군이 "소셜 미디어 계정과 온라인 페르소나 네트워크"를 운영했으며, 트위터가 미국 정부의 요청에 따라 계정을 화이트리스트에 올렸다고 보도했다.

#### 테러리즘
"잘 알려지지 않은 콘텐츠 업로드 서비스, 익명의 텍스트 붙여넣기 사이트, 여러 개의 백업 트위터 계정을 사용하여 일부 ISIS 요원 그룹은 관리자의 통제를 회피하여 몇 시간 내에 Cantlie 동영상인 Lend Me Your Ears를 웹에 퍼뜨리는 데 성공했다."
또 다른 선전의 예로, 운영자 알 하미드는 트위터 게시물에 해시태그를 붙이는 기법을 사용하여 정보를 퍼뜨렸다. 트위터에서 하미드의 많은 팔로워들은 영국에서 가장 인기 있는 화제와 인기 있는 계정 이름을 찾아 최대한 많은 관심을 끌도록 요구받았다. @Abu_Laila는 이렇게 썼다: "우리는 영국에서 가장 활발한 해시태그를 제공해 줄 수 있는 사람들이 필요하다. 또한 가장 유명한 유명 인사들의 계정도 필요하다. 스코틀랜드와 영국의 분리 해시태그가 첫 번째가 되어야 한다고 생각한다."

### 유튜브
저널 소사이어티에서는 ISIS의 "사이버 극단주의"에 대해 논의한다. 분석된 한 가지 주제는 ISIS가 극단주의자들에게 어필하기 위해 맞춤형 동영상을 게시한다는 사실이다: "그들은 극단주의적인 방식에 취약한 사람들을 유인하기 위해 이러한 동영상을 만든다."
2017년 뉴욕 타임즈는 유튜브에 북한 선전 영상이 공개되었다고 보도했다. 이 영상은 주로 미국 항공모함과 전함이 컴퓨터로 생성된 불덩어리에 파괴되는 모습을 묘사했는데, 이는 두 사람 간의 치열한 설전의 최신 장면이다. 한 국영 매체가 공개한 영상은 한 여성이 내레이션을 맡았으며 북한 군대의 이미지도 포함되어 있다. 영상에 따르면 북한의 미사일은 "항모의 목구멍에 찔릴 것"이며 제트기는 "하늘에서 떨어질 것"이라고 경고한다.

### 소셜 미디어에서의 선전에 관한 연구
2012년 옥스퍼드 인터넷 연구소는 소셜 미디어가 전 세계적으로 여론을 조작하는 데 어떻게 사용되는지를 연구하는 일련의 연구인 컴퓨테이셔널 프로파간다 연구 프로젝트를 시작했다. 이 연구는 인터뷰와 "수십 건의 선거, 정치적 위기, 국가 안보 사건 동안 7개의 소셜 미디어 플랫폼에 수천만 개의 게시물"을 사용하여 진행되었으며, 러시아에서는 트위터 계정의 약 45%가 봇이며, 대만에서는 차이잉원 총통에 반대하는 캠페인이 수천 개의 계정이 중국어 프로파간다를 집중적으로 조정하고 공유하는 것을 포함하고 있음을 발견했다.
소셜 네트워크에 좋아요, 공유, 게시하는 기술이 사용되었다. 봇 계정은 플랫폼에서 다양한 콘텐츠를 푸시하는 '게임 알고리즘'에 사용되었다. 실제 사람들이 게시한 실제 콘텐츠를 은폐하고 봇이 받은 좋아요 수나 리트윗 수와 같은 온라인 지원 수단을 예상보다 크게 보이게 만들 수 있어 사용자들이 특정 콘텐츠가 인기가 많다고 생각하도록 속이는 과정을 인지 조작이라고 한다.
페이스북 계정이 "상대방의 정체성을 모방하여 혐오스럽고 공격적인 반응을 불러일으킬 수 있도록" 온라인에서 정치 선전을 퍼뜨리는 배경에 있다는 연구도 있다. 이 과정은 덴마크 페이스북 페이지들에 대한 사례 연구를 따른 것이다. 이 페이지들은 "덴마크에서 인종차별적이고 반이슬람적인 반응뿐만 아니라 난민과 이민자에 대한 부정적인 정서를 [조장]하기 위해" 급진 이슬람주의 페이지처럼 위장하고 있다. 연구자들은 온라인 선전의 인식론적, 방법론적, 개념적 난제들을 논의했다. 이 정보는 독자들이 점점 더 상호작용적인 소셜 미디어 환경에서 가짜 정보와 선전을 "이해하는 데 도움을 주고, 소셜 미디어와 전복적인 정치에 대한 비판적인 탐구에 기여한다."

## 음악
음악은 대중 문화에서 항상 중요한 역할을 해 왔다. 정치적 이데올로기는 종종 미디어를 통해 퍼지지만 음악의 사용은 매우 넓고 다양한 청중에게 도달한다. 만자리아와 브루크에 따르면 선전의 핵심은 "사람들의 태도, 신념, 행동을 설득하는 것"이다. 모든 장르의 음악은 작가나 예술가가 모험할 가치가 있다고 생각하는 주제에 정치적 견해를 묘사하거나 조명하거나 타당성을 부여하는 데 끊임없이 사용되고 있다. 광고나 캠페인과 같은 모드를 통한 선전은 효과적이지만 원하는 수용자 그룹에게만 도달할 수 있다.
선전에 가장 중점을 둔 음악의 한 형태는 어느 한 국가의 애국적이고 전쟁적인 음악이다. "Slavic Woman's Farewell", "Over There", "God Bless the USA", "Fortunate Son", 지미 헨드릭스의 미국 국가 커버곡과 같은 곡들은 국가에 대한 존경과 애국심, 또는 국가의 행동에 대한 반항과 혐오감을 불러일으키도록 설계되었다. 시카고 트리뷴을 인용하자면, 애국적인 노래는 "우리 나라가 잘못되었다고 생각하는 행동을 할 때에도 우리 나라에 대해 좋은 감정을 느끼게 해준다"는 취지로 만들어졌다.
퍼트먼에 따르면, 음악적 선전은 대중과 많은 관련이 있다. 각 음악 장르는 몇 분 안에 특정 인구 통계에 도달할 수 있으며, 그와 함께 얽혀 있는 선전도 포함된다. 퍼플로는 정치적으로 동기 부여된 음악의 개념에 대해 보다 사회적인 관점을 제시하며, 음악적 선전이 "현대의 경제 및 사회 질서에 도전하고자 하는 특정 종류의 정치 예술의 기초"라고 말한다. 퍼플로는 음악적 선전을 이해하는 접근 방식이 음악이 관점을 묘사하는 데 사용되어 온 시대를 초월하는 방식을 설명한다. 음악이 항상 선전을 고려할 때 가장 먼저 생각되는 것은 아니지만, 음악은 매우 효과적인 방식이며 인류 역사 전반에 걸쳐 대중 문화에 영향을 미치는 것으로 입증되었다.

## 여론 조작
에드워드 S. 허먼과 노암 촘스키의 저서 "여론 조작"은 이 개념을 다루며, 촘스키는 언론을 하나의 기계에 비유하여 언론이 사용하는 방법들을 다섯 가지 필터로 나눈다. 이 필터에는 소유 구조, 광고, 엘리트 미디어, 반발(플랙), 그리고 공통의 적이라는 합의된 존재가 포함된다.
미디어의 맥락에서 시청자와 방송사, 소비자와 생산자 간의 관계는 대중 커뮤니케이션이 시작된 이래로 탐구되어 왔다. 이는 텔레비전의 발명이 가구 구성을 어떻게 변화시켰는지뿐만 아니라, 뉴스 매체와 인터넷이 어떻게 선전을 추진하고 소비자에 대한 정보를 선별하는 강력한 도구가 되었는지에 대한 논쟁도 진행되어 왔다. 미디어에서 제조된 공간은 알고리즘 자본주의와 같은 메커니즘을 통해 '정보 거품'을 만든다. 이들은 한쪽으로 기울어진 정보를 소비자에게 폭격하면서 객관성을 박탈함으로써 소비자의 이념을 통제하려고 한다. 대중 매체는 소비자에게 공유되는 콘텐츠에서 선택적이고 영향력 있는 매체이다.
소유권은 권력을 가진 사람들이나 미디어에 의해 전달된 정보에 영향을 받는 사람들이 자신의 이미지를 유지하고 권력을 지키기 위해 그 정보를 파괴하거나 "왜곡"하려는 방식을 살펴본다. 미디어 매체는 광고주를 유치하기 위해 소비자가 필요하다. 이 두 가지 필터는 미디어 엘리트와 플랙이 제 기능을 발휘하도록 하는 데 의존하는데, 그 이유는 미디어 엘리트가 저널리스트나 플랫폼에 접근할 수 있는 다른 사람들로서, 소유주가 정한 정보 공유 방식과 내용에 대한 규칙을 따르기 때문에 사실상 엄선된 사람들이기 때문이다. 반면에 플랙은 촘스키가 제안하기로는 권력을 가진 사람들에 의해 명예가 훼손되거나, 단순히 그들의 정보가 너무 비판적이어서 소유권, 광고주, 그리고 전반적인 수익을 위협하기 때문에 플랫폼에 접근조차 허용되지 않는 사람들이다. 공통의 적을 두는 것은 정치에서 가장 많이 식별되는 방식 중 하나이며, 권력을 가진 사람들이 내린 결정을 정당화하는 데 사용되는 희생양으로 설명될 수 있다. 따라서 허먼과 촘스키의 기본적인 생각은 이러한 필터들이 미디어가 정보에 대해 어떻게 선택적일 수 있는지, 그리고 왜 그렇게 할 동기를 가지는지 보여준다는 것이다.
즉, 필터링된 정보의 위험성은 "대중과 학계의 논쟁을 모두 지배해 온" 사회 내 현상인 "이념적 양극화"를 초래한다는 점에서 강조된다.(스포어, 2017) 이러한 현상의 진정한 단순화된 예로는 미국의 정치 시스템과 "민주당과 공화당 사이의 자기 배치"가 있으며, 이 맥락에서 핵심 단어는 사회가 두 개의 사상 학파로 그룹화되고 분열되는 자기 배치이다. 이러한 흑백 오류는 사회의 사고에서 관찰되는 양극화 효과의 근간이 된다.

## 광고

### 광고에서의 강조와 억제
미디어 기업은 광고를 통해 선전을 발전시킨다. 연구에 따르면 조직은 소비자가 브랜드를 인식하는 방식에 영향을 미쳐 경제적 선전을 촉진하는 데 광고를 사용한다고 한다. 이상적으로는 소비자가 구매 결정을 내리는 데 필요한 모든 필요한 정보에 액세스할 수 있어야 한다. 반대로 광고에는 소비자가 특정 제품을 구매하도록 설득하기 위한 긍정적이고 과장된 정보가 포함되어 있다. 많은 광고에는 "50% 더 강한" 또는 "30% 미만의 지방"과 같은 문구가 포함되어 있어 매우 강조되는 것으로 알려져 있다. 이러한 문구는 과장된 기능에 초점을 맞추면서 일반적으로 광고에서 억제되는 제품과 관련된 단점을 고려하지 않는 소비자를 오도한다. 따라서 이 전략은 기업이 의도적인 영향을 받아 소비자가 비합리적인 결정을 내리게 하는 데 사용하기 때문에 선전에 해당한다.

### 이름 부르기를 통한 낙인 찍기
이름 부르기는 전통적으로 광고에서 흔히 사용되는 기법으로 존재해 왔다. 이는 반드시 사실이 아닌 경쟁자를 비하하고 약화시키는 발언을 포함하기 때문이다. 코카콜라나 펩시와 같은 흔한 브랜드 이름은 이름 부르기에 관여하는 것으로 알려져 있다. 두 회사는 종종 상대방이 제공하는 제품을 약화시키는 광고를 내놓기도 한다. 마찬가지로 버거킹은 맥도날드가 "빅맥" 햄버거를 포장할 때 사용하는 상자보다 그들의 샌드위치 "더 와퍼"가 더 크다는 광고를 게재했다. 이러한 사례는 기업들이 제품이 소비자에게 어떤 이점이 있는지 강조하기보다는 광고에 이름 부르기를 사용하는 방식을 강조한다. 따라서 이러한 조직은 소비자를 설득하고 조작하여 오해의 소지가 있는 정보를 바탕으로 구매 결정을 내리게 한다.

### 밴드왜건
기업들은 점점 더 이 기술을 제품과 서비스 광고에 사용하고 있다. 이 방법은 소외될 수 있다는 두려움에서 소비자가 구매 결정을 내리도록 설득하려고 한다. 수백만 명의 소비자가 제품이나 서비스를 사용하고 있으며 트렌드에 포함되지 않는 것은 실수라고 주장한다. 1994년 맥도날드는 이 패스트푸드 회사가 설립 이래 990억 명의 고객에게 서비스를 제공했다고 주장하는 광고를 게재했다. 이러한 주장은 타당할 수 있지만, 이러한 정보는 소비자가 합리적인 구매 결정을 내릴 수 있도록 하기 위한 것은 아니다. 대신 이러한 문구는 사람들이 소외되지 않았다는 이유만으로 꼭 필요하지 않은 제품을 구매하도록 유도하기 위해 고안되었다. 이처럼 밴드왜건 선전은 현대 광고의 중심적인 측면이 되었다.

### 미사여구
광고에서 자주 사용되는 또 다른 일반적인 선전 기법은 미사여구이다. 이 접근 방식은 소비자가 추가 분석 없이 즉시 가치 있다고 생각할 문구가 포함된 문구를 사용하는 것을 포함한다. 이 전략을 효과적으로 사용하면 기업은 광고를 합리적 결정을 내리는 데 도움을 주는 대신 소비자에게 감정적으로 어필하는 데 사용할 수 있다. 광고에서 소비자의 즉각적인 긍정적인 감정을 이끌어내기 위해 가장 일반적으로 사용되는 용어에는 더 나은 것과 최고의 것이 포함된다. 광고는 소비자가 구매를 통해 혜택을 받을 이유와 방법을 반드시 표시하지 않고도 제품이 소비자에게 가장 적합하다는 점을 강조할 수 있다. 소비자는 최고의 제품과 서비스를 구매하고자 하기 때문에 주장이 타당한지 분석하지 않고 이러한 품목을 구매하기로 결정한다. 소비자에게 긍정적인 반응을 유발할 수 있는 능력은 광고에서 미사여구의 기초를 형성한다.

### 연상 선전
광고는 특정 아이디어나 사람에 대해 어떤 사람이 가지고 있는 긍정적 또는 부정적 감정을 다른 사람에게 투영하는 것을 의미한다. 광고에서 연상 선전의 목표는 소비자가 제품 평가에서 애국심이나 민족주의와 같은 긍정적 또는 부정적 특성과 연관되도록 하는 것이다. 예를 들어 애국심을 강조하는 광고는 소비자가 국가에 대한 사랑에서 제품을 구매하도록 유도하기 위해 고안된 것일 수 있다. 기업은 마케팅 캠페인을 형성할 때 사람들이 어떤 것을 소중히 여기고 다른 것을 싫어한다는 사실을 활용한다.

### 증언 광고
전 세계의 광고에는 증언 선전의 측면도 포함되어 있다. 특히 이 전략은 소비자의 관심을 끌기 위해 권위 있는 인사와 전문가뿐만 아니라 영향력 있는 인사를 광고에 포함시키는 것이다. 치과의사의 99%가 이 제품을 추천할 것이라고 주장하는 치약 광고는 광고에서 증언 선전이 어떻게 일어나는지 보여주는 예시이다. 마찬가지로 기업이나 캠페인에서도 유명인을 사용하여 전통적인 광고 채널과 현대적인 광고 채널을 통해 다양한 제품을 홍보하는 것으로 알려져 있다. 예를 들어 유명 축구 선수가 공을 들고 있는 사진이 포함된 광고판은 유명인이 특정 브랜드를 선호한다는 인상을 줄 수 있다. 이러한 경우 기업은 소비자를 설득하고 조작하여 권위 있는 인사의 테스트와 승인을 받았다고 믿게 할 수 있다. 따라서 증언 광고가 소비자에게 미치는 영향을 이해하면 기업이 이 광고를 사용하는 이유를 평가하는 데 도움이 된다.

## 같이 보기
- 브라이언 팀포네(영어판)
- 선전의 역사(영어판)
- 매체 편향
- 여론 조작
- 정치 음악(영어판)
- 선전 기법

## 더 읽어보기
- Jacques Ellul, Propaganda: The Formation of Men's Attitudes. Trans. Konrad Kellen & Jean Lerner. New York: Knopf, 1965. New York: Random House/ Vintage 1973
- The Techniques of Propaganda
- Defining Propaganda II
- Media's Use of Propaganda to Persuade People's Attitude, Beliefs and Behaviors 보관됨 2020-10-06 - 웨이백 머신
- The Computational Propaganda Project at the Oxford Internet Institute, University of Oxford